# 邓斯坦狸藻
邓斯坦狸藻（学名：Utricularia dunstaniae）為狸藻屬一年生陆生食虫植物。其种加词“dunstaniae”来源于澳大利亚植物采集者威廉·邓斯坦（William Dunstan）。邓斯坦狸藻分布于澳大利亚西澳大利亚至北领地。